# Pierre Révoil
Pierre Révoil (Lione, 12 giugno 1776 – Parigi, 19 marzo 1842) è stato un pittore francese.

## Biografia
Pierre-Henri Révoil nacque a Lione, nel distretto parrocchiale di Saint-Nizier, nella modesta famiglia del pellicciaio Antoine Révoil e di sua moglie Marguerite Poncet. I genitori, pur non benestanti, riuscirono a fargli impartire un'istruzione adeguata ed il giovane Pierre poté cominciare i suoi studi di disegno nella "Scuola centrale" della città che era allora diretta da Donat Nonnotte e Alexis Grognard. Ma nel 1793, per la scarsità di lavoro, la famiglia conobbe la povertà e Pierre fu mandato a lavorare da un fabbricante di carte da parati. Costui incaricò Pierre di disegnare emblemi patriottici in omaggio al regime politico del
momento e, in particolare, numerose raffigurazioni della Libertà.

Ma dopo due anni Pierre Révoil riuscì a trasferirsi a Parigi e si iscrisse all'École des beaux-arts, nell'atelier di Jacques-Louis David dove completò i suoi studi d'arte.
Terminati gli studi godette di una certa notorietà dipingendo scene patriottiche e sulla rivoluzione. Il suo quadro del 1805 "Bonaparte risolleva la città di Lione dalle sue rovine" gli attirò l'attenzione del governo imperiale. Dipinse anche grandi tele religiose, ma ben presto il tema della maggior parte dei suoi quadri divenne il Medioevo. Allontanandosi dalla grande pittura storica si orientò verso soggetti popolari e aneddotici, impiegando una tecnica assai minuziosa. Ciò è riscontrabile in opere come "L'Anneau de l'empereur Charles Quint" (1810), "Le Tournoi" (1812), "Henri IV et ses enfants" (1813).
Come era in voga all'inizio del Primo Impero, le sue tele echeggiano lo Stile troubadour, come quelle del suo amico e collega lionese Fleury François Richard

### Professore e collezionista
Pierre Revoil venne nominato professore alla Scuola di belle arti di Lione nel 1807.

Dal 1811 iniziò con passione a collezionare oggetti preziosi d'epoca: corazze, armature, madie, vasi, tappezzerie, quadri e manoscritti. Ogni pezzo del suo museo personale divenne oggetto d'insegnamento per i suoi allievi, ai quali Révoil spiegava l'origine, l'uso, il valore artistico e ne faceva loro riprodurre sulla tela qualcuno.
La collezione di Révoil divenne subito famosa già nel 1811. Millin che la visitò di passaggio a Lione, ce ne ha lasciato una descrizione assai completa nel "Magazin encyclopédique". Anticipando i grandi collezionisti moderni, Révoil fu il primo ad allestire uno studio arredato unicamente con mobili e oggetti del Medioevo e del Rinascimento, che Louis Courajod ha descritto dettagliatamente in: "La Collection Révoil du Musée du Louvre" Nel 1814, il conte d’Artois, che aveva potuto ammirare la collezione durante una sua visita a Lione, ne rimase certamente colpito se nel 1828 decise di acquistarla..
Nominato "Pittore di Madame la Dauphine", Pierre Révoil fu accolto con molta disponibilità dalla buona società lionese, e si fece notare per la distinzione dei suoi modi. Aveva anche un certo talento nell'intrattenere le persone, cantando piccole romanze che gli amici trovavano ammirabili. La sua ballata dal titolo "La mort du sire de Damas" ebbe un notevole successo nei salotti di Lione. Nel 1814 Révoil fu nominato cavaliere della Légion d'honneur.

### La Provenza e la morte
Caduto Napoleone e con esso il primo Impero, Révoil si allineò prontamente al regime della Restaurazione. Nel 1816, si sposò a Aix-en-Provence con la figlia primogenita di suo cugino, nata nel 1798, e due anni più tardi lasciò Lione per trasferirsi in Provenza. Tornato nella sua città natale nel 1823, riassunse la direzione della Scuola di pittura fino al 1830. Tra i suoi allievi, François-Auguste Biard. Nel 1823 decise di cedere la sua collezione allo Stato, ma subito dopo avvenne in Francia un fatto politico che ebbe gravi ripercussioni sulla sua vita: scoppiò infatti la Rivoluzione di luglio. Questo avvenimento troncò la carriera di Révoil ed egli dovette ritornare con tutta la famiglia in Provenza, né avrebbe più rivisto la sua Scuola e i suoi allievi.
Qualche anno più tardi, abbandonato da tutti, senza più risorse né opportunità, Pierre Révoil si trasferì a Parigi in una soffitta di rue de Seine, uno stretto vicolo che sbocca sulla rive gauche. Lì, all'età di 66 anni, terminò miseramente i suoi giorni.
La poetessa Louise Colet, nata Révoil e moglie di Hippolyte-Raymond Colet, era sua cognata. Suo figlio Henri Antoine Révoil, fu un celebre architetto che lavorò al restauro di numerosi monumenti importanti nel sud della Francia. Un altro suo figlio, Bénédict-Henry Révoil, fu romanziere e viaggiatore.

## Opere

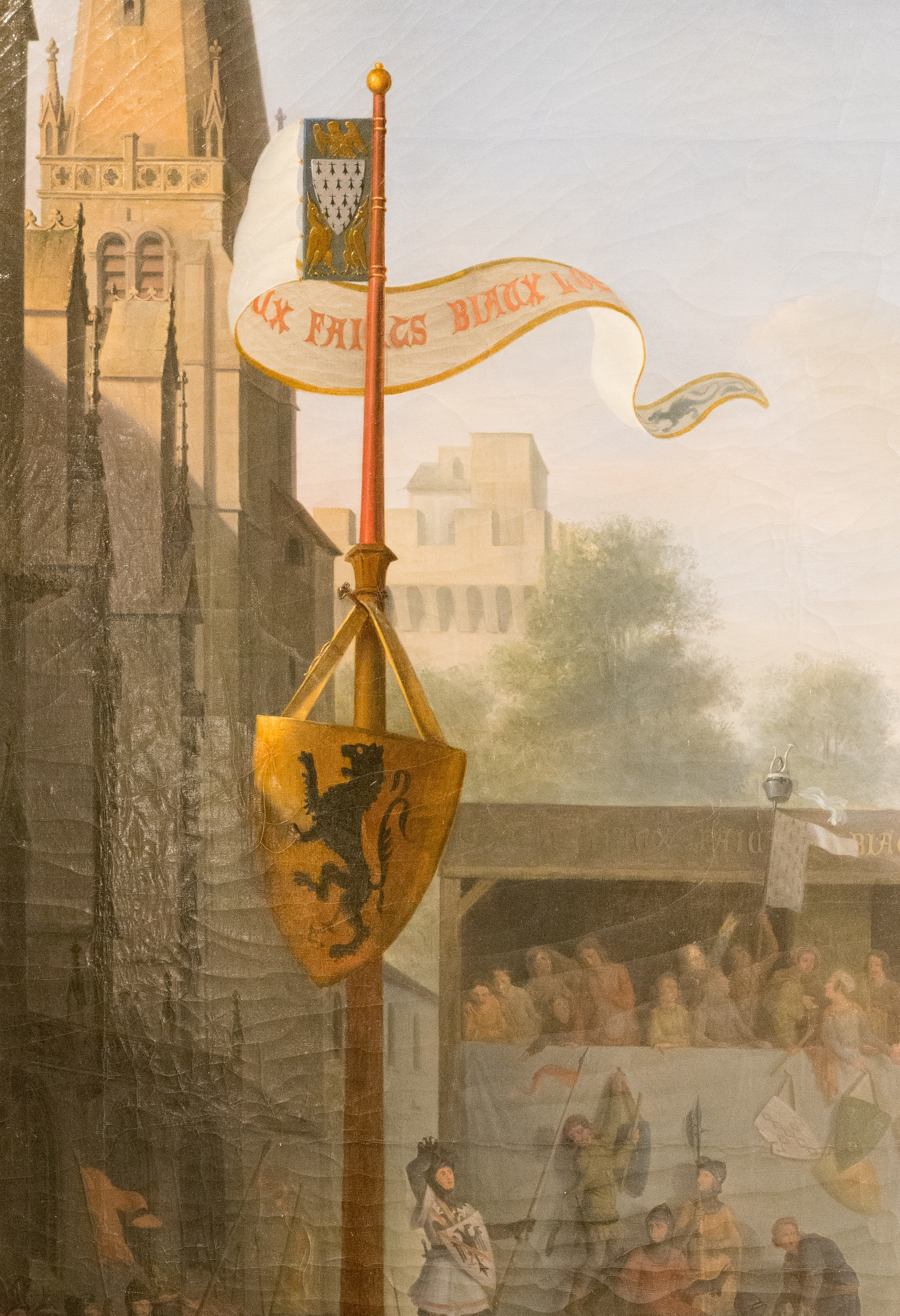
Il torneo (dettaglio)

Elenco delle opere presenti nelle collezioni pubbliche.
In Spagna
- Madrid, ambasciata di Francia : L'Anneau de l'empereur Charles Quint, 1810, olio su tela

In Francia
- Aix-en-Provence, Museo Granet : François 1er armant chevalier son petit-fils François II, 1824, olio su tela
- Angers, Museo di belle arti : Lecture en famille , fra il 1830 e il 1838, disegno
- Avignone, Museo Calvet : Charles Quint à Yuste, 1836, olio su tela
- Bourg-en-Bresse, Museo municipale : L'Atelier du peintre, o Chez le peintre, 1830, olio su tela
- Cherbourg-Octeville, Museo Thomas-Henry : Deux Châtelaines, olio su tela
- Digione, Museo di belle arti : Saint Louis se confessant à l'abbé de Montmajour, o Saint Bernard et Louis VII d'Aquitaine, olio su tela
- Castello di Fontainebleau :
  - Jeanne d'Albret enceinte d'Henri IV, 1819, olio su tela
  - Le Roi de Navarre et la mère d'Henri IV, Antoine de Bourbon donnant ses joyaux à Jeanne d'Albret, 1819, olio su tela
- Grenoble, Museo di belle arti : L'Enfance de Giotto, 1841, olio su tela
- Lione, Museo di belle arti :
  - Mademoiselle de La Vallière aux Carmélites, penna, inchiostro e lapis bruno, su carta, 19x13 cm
  - Le Tournoi, 1812, olio su tela
- Lione, Musei Gadagne : 
  - Jeune Page en costume Renaissance, acquarello
  - Fregio dell'Arco di Triomphe di St Clair, disegno, 21,8x57 cm
- Parigi, Louvre :
  - Portrait présumé du père de l'artiste, 1807, pietra nera
  - Portrait de la mère de l'artiste, ca. 1807, pietra nera
  - Scène de pêche du temps de François I, matita nera, penna a inchiostro bruno, acquarello, dalle tappezzerie fiamminghe del XVI sec. rappresentanti le stagioni
  - Vendangeurs en costumes du XVIe siècle, acquarello, mina di piombo
  - Portrait de Marceline Desbordes-Valmore, disegno
  - Personnage en costumes du XVIe siècle, acquarello, mina di piombo
  - Patineurs en costumes XVIe siècle, mina di piombo, acquarello, diversi disegni
  - Bonaparte relevant la ville de Lyon, disegno, pietra nera, sfumino, gesso bianco, sanguigna, mina di piombo, studio per il quadro omonimo
  - La Convalescence de Bayard, ca. 1817, olio su tela
- Pau, Museo nazionale del castello : Henri IV entre les bras de son père, litografia
- Rouen, Museo di belle arti : Jeanne d'Arc prisonnière à Rouen, ca. 1819, olio su tela
- Sainte-Menehould, Museo d'arte e storia : Philippe-Auguste prend l'oriflamme à Saint-Denis, stampa incisa da Aristide Cholet
- Versailles, castello :
  - Tancrède prend possession de Bethléem (6 juin 1099), 1839, olio su tela
  - Pharamon élevé sur le pavois par les Francs (420), 1841-1845, olio su tela, iniziato da Révoil, terminato da Genod nel 1845
  - Philippe-Auguste le 24 juin 1190 prend l'oriflamme à Saint-Denis avant de partir pour la 3e Croisade, olio su tela

## Galleria d'immagini

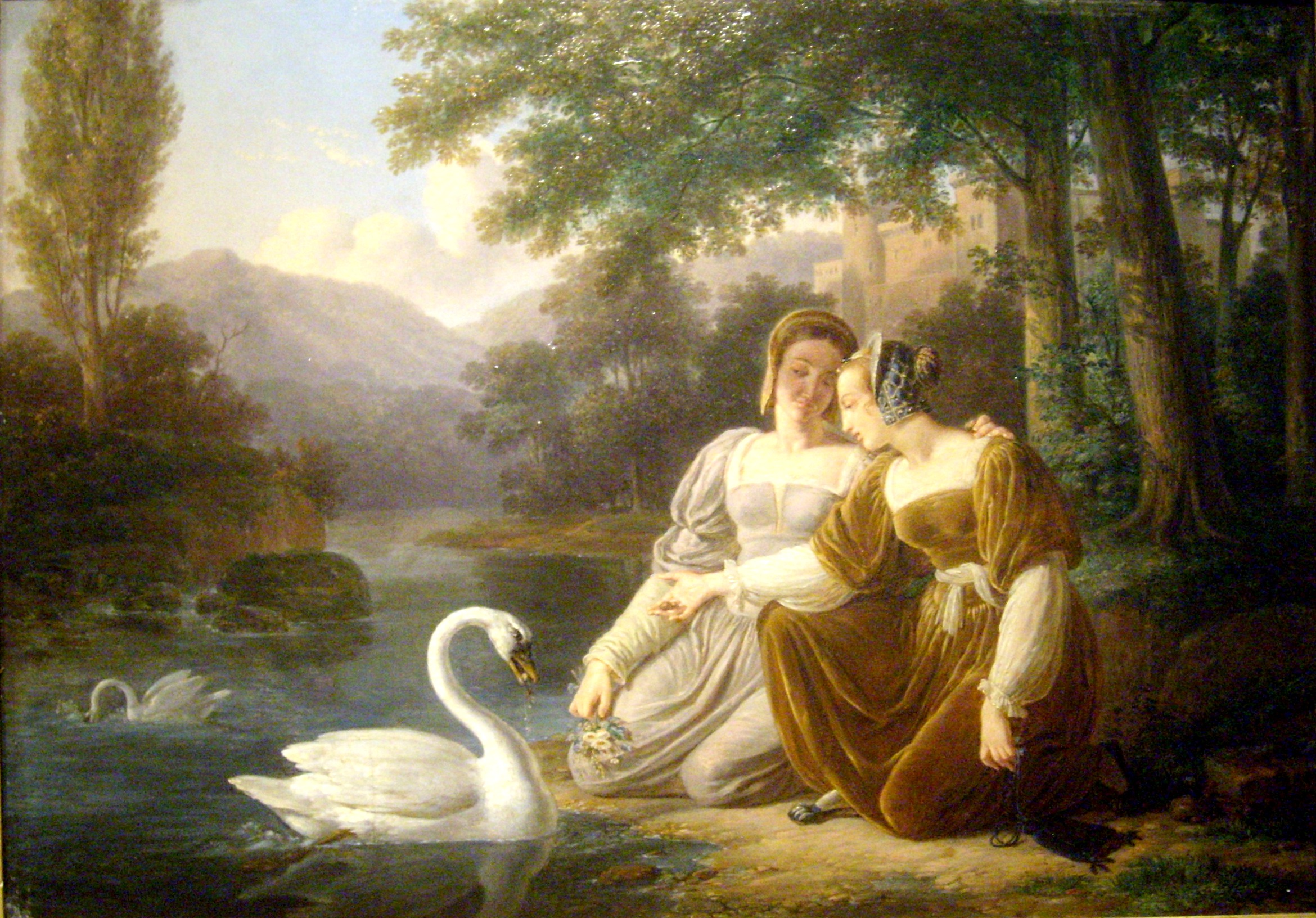
Due castellane
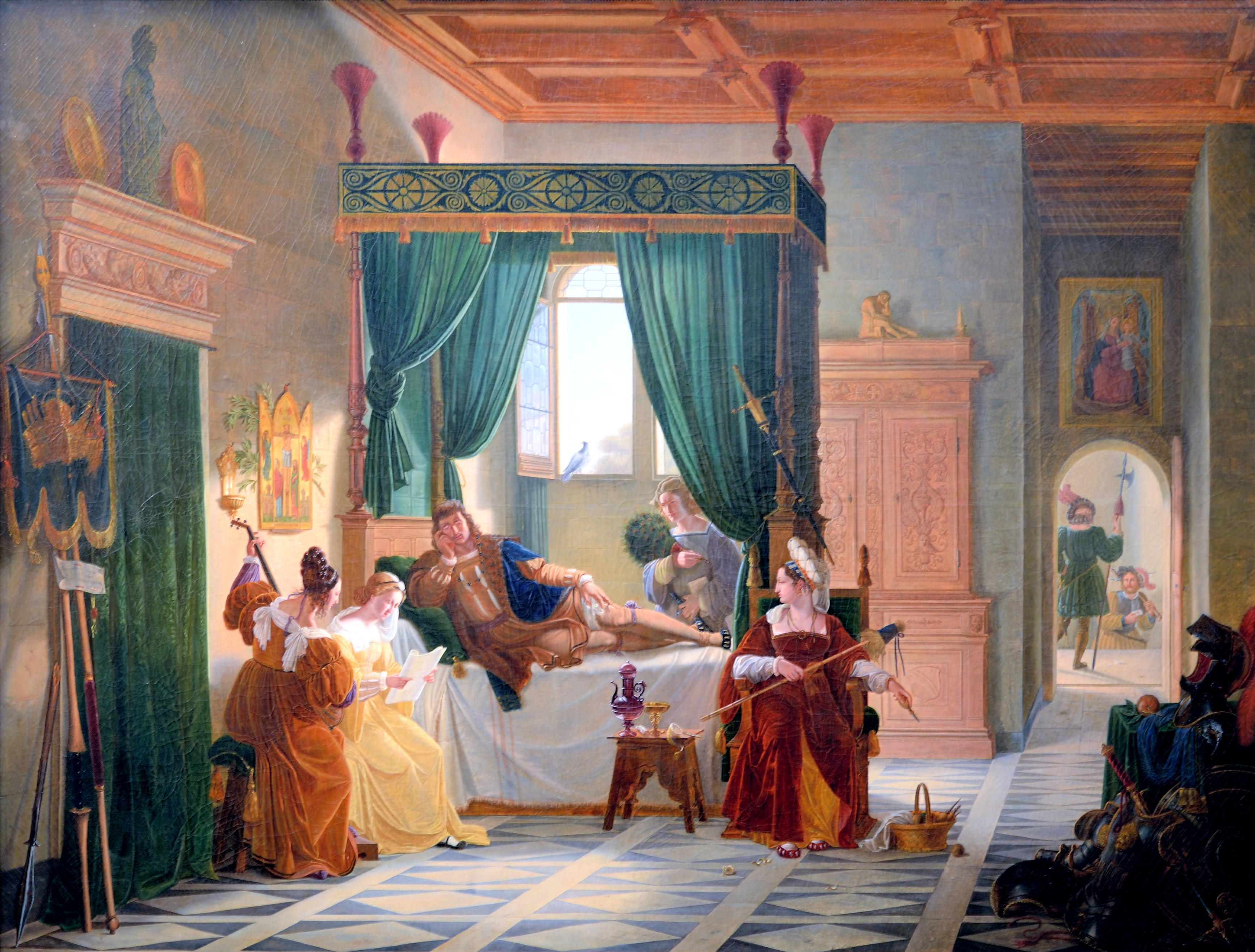
La convalescenza di Bayard
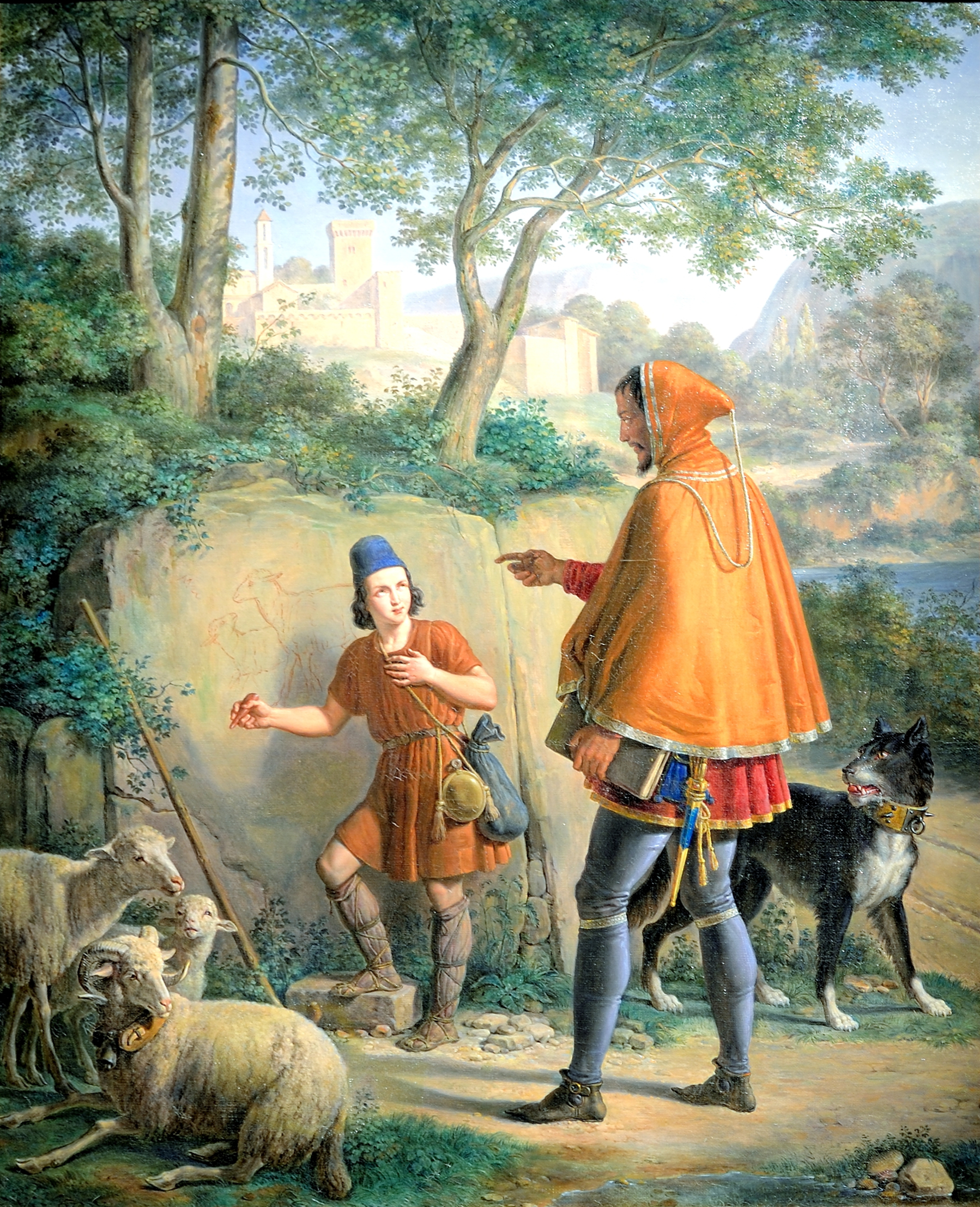
L'infanzia di Giotto

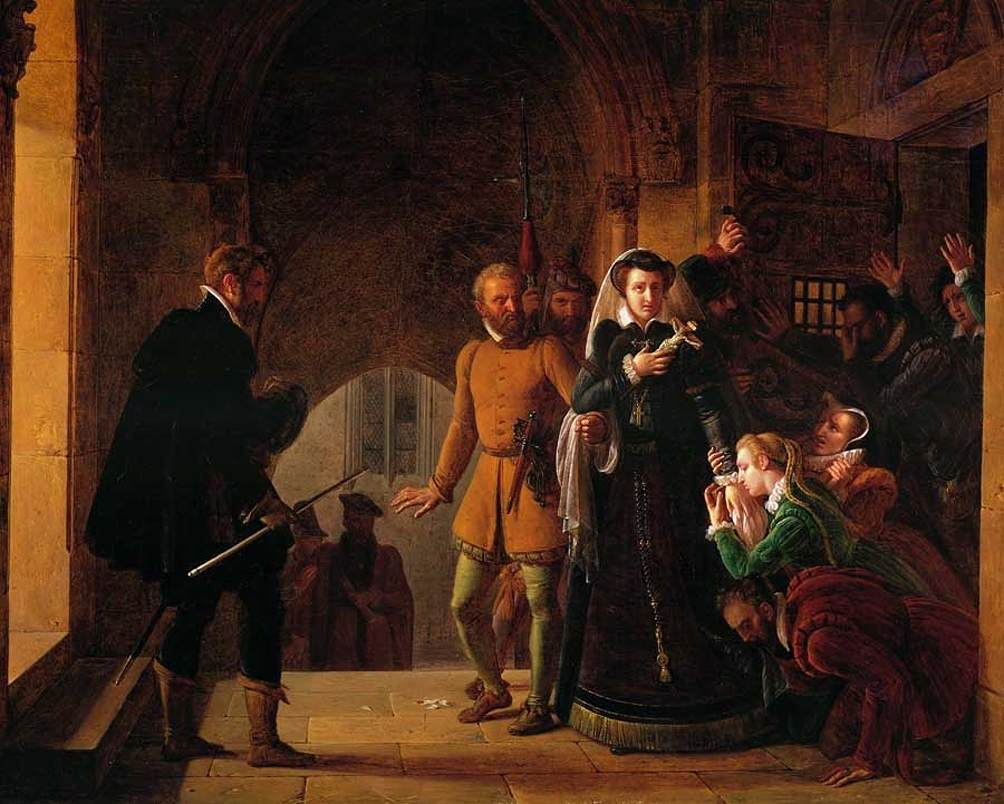
Maria regina di Scozia, separata dai suoi fedeli
Renato d'Anjou a casa di Palamede
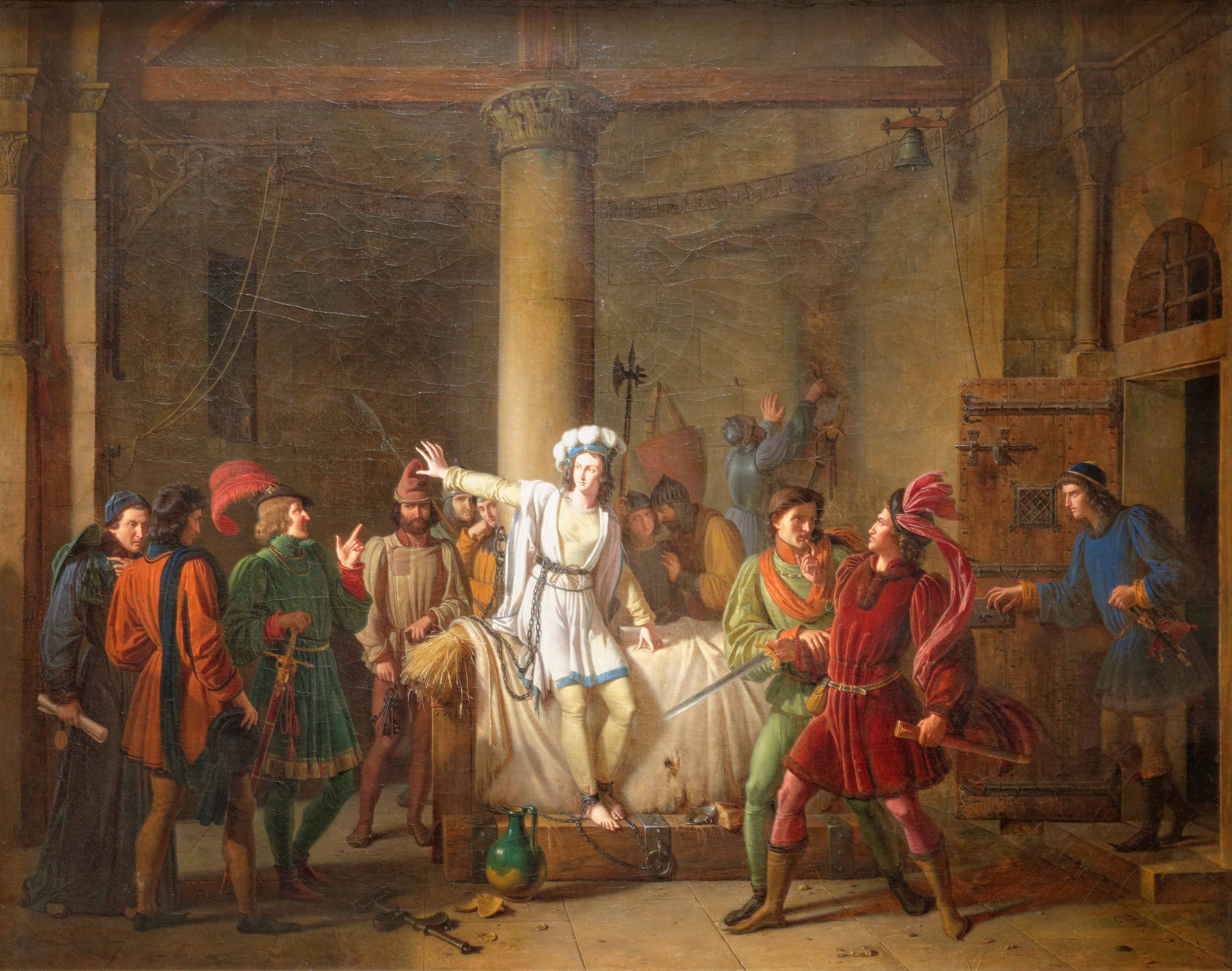
Giovanna d'Arco prigioniera a Rouen

## Salon
- 1810 : L'Anneau de l'empereur Charles Quint
- 1817 : La Convalescence de Bayard (ottenne un premio di 3000 franchi) e Henri IV et ses enfants
- 1819 : Le Roi de Navarre et la mère d'Henri IV, Antoine de Bourbon donnant ses joyaux à Jeanne d'Albret
- 1840 : Tancréde prend possession de Béthléem le 6 juin 1099

## Esposizioni
- « Le Temps de la peinture : Lyon 1800-1914 », dal 20 aprile al 30 luglio 2007. Museo di belle arti di Lione
- « Sélection de dessins du XVIIIe au XXe siècle », dal 25 aprile al 21 luglio 2012. Galleria Michel Descours a Lione
- « L'invention du passé. Histoires de cœur et d'épée en Europe, 1802-1850 », dal 19 aprile al 21 luglio 2014, Museo di belle arti di Lione

## Allievi
- Claude Bonnefond
- Hippolyte Flandrin
- Michel-Philibert Genod
- Jean-Marie Jacomin
- Victor Orsel
- Jean-Claude Reverchon
- Augustin Alexandre Thierriat
- Anthelme Trimolet

## Iconografia
- Jean-Michel Grobon, Portrait de jeune homme, Pierre Revoil jeune (1797), Museo di belle arti di Lione
- C. D. Cesarine, Pierre Révoil, 1810,  gravé à l'eau-forte par Jean-Baptiste Chometon, Museo di Bourg-en-Bresse
- Jean-Marie Jacomin, La Classe de peinture à l’école de dessin de Lyon (verso il 1817), Museo di belle arti di Lione